# Maison Petitperrin
La maison Petitperrin est une maison située à Vesoul, en Franche-Comté.

## Histoire
L'édifice fut construit en 1964 par Jean Petitperrin, architecte vésulien qui contribua à la réalisation de nombreux bâtiments à Vesoul. La maison se trouve au numéro 67 de la rue Saint-Martin à Vesoul.
Le bâtiment est inscrit au Label « Patrimoine du XXe siècle », depuis le 16 octobre 2014.